# Andarab (vattendrag)
Andarab är ett vattendrag i Afghanistan. Det ligger i provinsen Baghlan, i den nordöstra delen av landet. Andarab mynnar i floden Kunduz, i sin tur en biflod till Amu-Darja.